# Jørgen Schmidt
Jørgen Schmidt (* 3. August 1945 in Vester Alling, Norddjurs Kommune, Jütland) ist ein ehemaliger dänischer Radrennfahrer und Weltmeister.
1969 wurde Jørgen Schmidt Dritter der dänischen Amateur-Straßenmeisterschaft im Straßenrennen. In Griechenland hatte er seinen ersten Einsatz für die Nationalmannschaft in einem Etappenrennen. Im Jahr darauf errang er bei den Straßen-Weltmeisterschaften in Leicester den Titel im Straßenrennen der Amateure. Zudem wurde er Skandinavischer Meister im Mannschaftszeitfahren und dänischer Vize-Meister im Straßenrennen. Im Einzelzeitfahren Grand Prix de France kam er auf den 2. Rang.
1971 und 1975 wurde er nochmals jeweils nationaler Vize-Meister im Einzelzeitfahren und gewann 1971 die Fünen-Rundfahrt (Fyen Rundt).
Nach dem Ende seiner aktiven Radsport-Laufbahn eröffnete Schmidt ein Fahrradgeschäft in Randers. Seine ganze Familie ist dem Radsport verbunden: Seine Töchter Sanne und Lotte waren erfolgreiche Radrennfahrerinnen. Auch der Junioren-Weltmeister im Einzelzeitfahren von 2011, Mads Würtz Schmidt, ist mit ihm verwandt.